# Клан Сопрано
«Клан Сопрано» (англ. «The Sopranos») — американський телевізійний серіал, кримінальна та психологічна драма, створена телеканалом HBO про вигадане сімейство італо-американської мафії в північному Нью-Джерсі. Серіал налічує шість успішних сезонів. Кінозйомка останніх 8 серій почалася в липні 2006 року, показ проходив з 8 квітня по 10 червня 2007 року.
З початку трансляції у 1999 році серіал став культурним феноменом, здобувши широку популярність і викликавши виключно бурхливу реакцію критиків через свій принципово новий підхід до опису життя мафії, американського сімейства, проблем італо-американської спільноти в США, ефектів насильства над людським духом і межами того, що суспільство вважає мораллю. Незважаючи на це, Клан Сопрано започаткував нову золоту еру телебачення.. За мотивами серіалу створено книжку відеогру, подкасти, альбоми саундтреків та мерчандайз-платформу.
У серіалі знімались такі відомі актори як Джеймс Гандольфіні, Лоррейн Бракко, Іді Фалко і Майкл Імперіолі. Сюжет заснований на тому, як Тоні Сопрано, бос сім'ї Дімео в північному Нью-Джерсі, стикається і долає різні життєві труднощі, на його спробах зберегти баланс між вимогами кримінальної діяльності і особистого життя в сім'ї і поза нею.
Подібно до інших програм HBO, серіал призначений тільки для дорослої аудиторії, містить сцени насильства, наготу, вживання наркотиків і використання ненормативної лексики.

## Сюжет
У центрі сюжетної лінії — американський мафіозний бос Тоні Сопрано (повне ім'я Ентоні або Антоніо, скорочено — Ті), який живе на дві родини. Одна — звичайна: дружина, двоє дітей, стара мати. Інша сім'я — серйозні італійські бандити, якими грамотно керує Тоні. Але життя на два фронти далеко не просте, і у містера Сопрано починаються проблеми зі здоров'ям.
Після того, як Ті раптово непритомніє, сімейний лікар рекомендує йому звернутися до психіатра. Справа для здоров'я, безумовно, потрібна. Однак задушевні бесіди з лікарем категорично не вітаються серед колег-бандитів і бандитів-підлеглих. У тих колах, де живе і працює Тоні, за таке можуть і вбити. Тому візити до лікаря він тримає в суворій таємниці.

## Повнометражний приквел
Навесні 2018 року стало відомо, що творець серіалу «Клан Сопрано» Девід Чейз домовився про зйомки повнометражного приквела. Права на екранізацію придбала кінокомпанія New Line Cinema. Сценарій під робочою назвою «Багато святих із Ньюарка» написаний Чейзом та Лоуренсом Коннері, який також працював над серіалом, та розповідає про конфлікт італійських і афроамериканських злочинних угруповань Нью-Джерсі в 1960-ті роки.

## У ролях
| Персонаж                               | Актор              | Актор озвучування            |
| -------------------------------------- | ------------------ | ---------------------------- |
| Тоні Сопрано                           | Джеймс Гандольфіні | Борис Георгієвський          |
| Дженніфер Мелфі                        | Лоррейн Бракко     | Тетяна Шуран                 |
| Кармела Сопрано                        | Іді Фалко          | Людмила Ардельян             |
| Крістофер Молтісанті                   | Майкл Імперіолі    | Андрій Федінчик              |
| Коррадо Джон «Джуніор» Сопрано         | Домінік Кьянезе    | Євген Малуха, Юрій Дорошенко |
| Сальваторе «Великий Пуссі» Бомпанс'єро | Вінсент Пасторе    | Борис Георгієвський          |
| Полі Гуалт'єрі                         | Тоні Сіріко        | Дмитро Завадський            |
| Сільвіо Данте                          | Стівен Ван Зандт   | Михайло Жонін                |
| Лівія Сопрано                          | Ненсі Маршанд      | Ірина Мельник                |

## Список серій

### Сезон 1
Тоні Сопрано втрачає свідомість в результаті панічної атаки. Це змушує його розпочати терапію з докторкою Дженніфер Мелфі. Поступово сюжет розкриває подробиці виховання Тоні з великим впливом батька на його розвиток як гангстера, але із ще більшим впливом матері Тоні, Лівії — жінки мстивої і, можливо, з психічним розладом. Також розкриваються його складні стосунки з дружиною Кармелою, та її почуття щодо зв'язків чоловіка із мафією. Діти Тоні Сопрано, Медоу та Ентоні молодший, все більше дізнаються про справжній бізнес батька. Пізніше з'являються федеральні обвинувачення, які стали результатом того, що хтось з організації інформує ФБР. Дядько Джуніор планує планує убивство власного племінника Тоні.
Після вбивства Брендана Філоне та інсценованої страти Кріса Малтісанті, дядько Джуніор стає новим босом родини одразу після того, як попередній бос Джекі Апріл старший, помер від раку, хоч насправді саме Тоні контролює більшість справ за лаштунками. Розлючений планом дядька Джуніора, Тоні відповідає на замах жорстокими розправами і постає проти рідної матері за участь у змові проти нього. Психологічний стан матері провокує інфаркт, а дядька Джуніора заарештовує ФБР.

### Сезон 2
Брат Джекі, Річі Април, виходить з в'язниці. Він виявляється неконтрольованим у бізнесі, стаючи на бік Джуніора, а не Тоні, незважаючи на те, що після арешту Джуніора саме Тоні виконує обов'язки глави сім'ї. Річі починає стосунки з Дженіс, сестрою Тоні, яка приїхала з Сіетла, щоб подбати про їхню матір. Бомпанс'єро повертається до Нью-Джерсі після тривалої відсутності.
Крістофер Молтісанті заручається зі своєю дівчиною Адріаною, незважаючи його насилля щодо неї в минулому. Метью Бевілаква та Шон Ґісмонте, двоє підлеглих, незадоволених своєю невдачею в команді Сопрано, намагаються зробити собі ім'я, вбивши Крістофера, щоб зробити послугу Річі, хоча він їх про це не просив. Їхній план провалився, і Крістофер вбиває Шона, але сам отримує важке поранення. Йому вдається одужати після операції. Тоні та Бомпанс'єро знаходять Метью і вбивають його. Свідок вбивства звертається до ФБР і впізнає Тоні, але згодом відмовляється від своїх свідчень.
Джуніора саджають під домашній арешт, поки він чекає на суд. Річі, розчарований владою Тоні над ним, благає Джуніора вбити Тоні. Джуніор вдає, що йому це цікаво, а потім повідомляє Тоні про наміри Річі, залишаючи Тоні ще одну проблему для вирішення. Однак ситуація несподівано розряджається, коли Дженіс вбиває Річі під час сварки. Тоні та його люди приховують усі докази вбивства, а Дженіс повертається до Сіетла.
Після харчового отруєння, яке викликає яскраві сни, Тоні нарешті примиряється зі своєю підозрою, що Бомпанс'єро може бути інформатором ФБР. Йому вдається обшукати його спальню під надуманим приводом і знайти викривальні докази. Разом з Сільвіо Полі, Тоні вбиває Бомпанс'єро на борту човна, а його тіло викидає в море.

### Сезон 3
Аби прикрити сестру, Тоні поширює чутки, нібито Річі Апріл працював на «федералів» та втік за програмою захисту свідків. Відтак, посада капітана в команді Апріла стає вакантною. Водночас до Джерсі повертається член команди Апріла, амбітний Ральф Сіфарето, який відпочивав у Маямі. Ральф стає коханцем Розалі Апріл, вдови покійного мафіозі Джекі Апріла, колишнього капітана, який у першому сезоні помер від онкологічного захворювання.
Ральф узурпує контроль над бандою і намагається стати капітаном. Проте як фактичний бос, Тоні Сопрано підвищує Джіджі Честоне, який заслужив його довіру. Ральф змушений змиритися, проте одного разу під час гулянки в клубі вбиває свою вагітну коханку Трейсі. Тоні у відповідь порушує кодекс мафії та кілька разів б'є Ральфа перед усією родиною. Між ними тимчасово виникає неприязнь, але незабаром вона вирішується після того, як Ральф вибачається. Усе змінює смерть Джіджі Честоне, що помер на унітазі від інсульту. На прохання Джона Сакрімоні Тоні вимушено підвищує Ральфа до капо.
Сільвіо захворів на грип і Тоні призначає Полі та Кріса зібрати данину з російського гангстера на ім'я Валєра. Під час цього між Полі і Валєрою сталася бійка, в результаті якої Полі нібито вбиває росіянина. Натомість він виявився живим, він застає хлопців зненацька і втікає. Полі і Кріс переживають жахливу ніч, заблукавши у сніжних лісах.
Джекі Апріл молодший починає зустрічатися з Медоу, а потім поступово починає вести безрозсудне життя, вживаючи наркотики і беручи участь у злочинах. Спочатку Тоні намагається бути наставником для Джекі, але стає більш нетерплячим до його негідної поведінки, особливо коли відносини Джекі і Медоу починають ставати серйозним. Натхненний історією від Ральфа про те, як Тоні, батько Джекі та Сильвіо були прийняті в сім'ю. Джекі з друзями Діно та Крало намагаються пограбувати учасників суботньої гри в покер, щоб отримати визнання та також стати членами сім'ї. Натомість Тоні наказує Ральфу ухвалити рішення щодо покарання Джекі молодшого.
Лівія помирає від інсульту. Тоні починає роман із Глорією Трілло, іншою пацієнткою докторки Мелфі, яка вночі після роботи зазнає зґвалтування незнайомцем на парковці. Після того, як поліція неправильно поводиться з доказами, підозрюваного звільняють з-під варти без пред'явлення звинувачень. Докторка Мелфі бореться з наслідками нападу і думкою про те, що вона може попросити Тоні вершити правосуддя, від чого вона зрештою відмовляється. Лікарі виявили у Джуніора рак шлунку. Після хіміотерапії хвороба переходить в ремісію. Ентоні молодший, як і раніше, потрапляє у неприємності в школі, незважаючи на успіх у футбольній команді.

### Сезон 4 (2002)
Заступник клану Нью-Йорка Джонні Сек стає розлюченим, дізнавшись, що Ральф Чафаретто пожартував про вагу дружини. Він запитує дозвіл у босса Кармін Лупертаццу щоб покарати Ральфа, але отримує відмову. Джонні усе одно наказує діяти. Тоні отримує дозвіл на покарання Джонні за непідкорення. Джуніор Сопрано радить Тоні використати для роботи старе спорядження у Провіденсі. Застукавши дружину за таємним поїданням солодощів замість дотримання дієти, Джонні Сек обговорює це з нею та позбавляє покарання Ральфа,, запобігаючи кровопролиттю.
Тоні та Ральф вкладають гроші у скакуна Пиріжок, який виграє кілька гонок та приносить їм обом великі гроші аж до загибелі у пожежі. Коли 12-річний син Ральфа Джастін отримав серйозне поранення у змаганні лучників, Тоні починає підозрювати Ральфа у пожежі, щоб зібрати 200 тисяч доларів страхової суми. Тоні протистоїть Ральфу, а той відкидає усі звинувачення. Обидва починають насильницьку битву, кульмінацією якої стає забиття Ральфа до смерті. Тоні та Крістофер позбавляються від тіла та звинувачують у зникненні Ральфа Джонні Сека.
Залишаючи суд, Джуніор вдарився головою об мікрофон та падає за кілька кроків. Джуніор сприймає це як можливість отримати вигоду. Від цього. Потрібно лише діяти як розумово відсталий та спробувати використати це як привід для припинення суду. Зазнавши невдачі, Юджин Понтекорво підкупляє присяжного, у результаті чого колегія не приходить до будь-якого рішення, змушуючи суд визнати порушення судового розгляду.
Після смерті дружини Боббі Бакальєрі, Джаніс розпочинає романтичні стосунки з ним. Боббі спочатку вагається з відповіддю, але після інциденту з дітьми та спробою Ентоні молодшого викликати привид покійної дружини, починає активніше приймати зусилля Джаніс.
Пристрасть Крістофера до героїну посилюється, змушуючи оточуючих та родину влаштувати інтервенцію, унаслідок чого він опиняється у центрі лікування наркоманії. Подруга Адріани Даніелла Чікколелла, яка насправдіє агентом ФБР під прикриттям Деборою Чіццероне-Волдрап говорить їй, що спрівпраця з ФБР — єдиний шанс уникнути покарання за розповсюдження наркотиків у барі. Адріана вагаючись погоджується і починає здавати інформацію ФБР.
Камела, чиї стосунки з Тоні перебувають під тиском через фінансові побоювання та зради Тоні, розвиває захоплення з Фуріо Гунта, нездатним обійти персональний моральний код, тож неаполітанської мафії, підпільно повертається до Італії. Після дзвінка колишньої коханки Тоні додому, Кармела виганяє його. Їхня мрія придбати пляжний будиночок зазнає краху і Тоні докучає власнику, поки той не повертає гроші.
Ентоні молодший відвідує нову старшу школу, яка на думку Тоні передбачає потребу підтягнути деякі навички. Хлопець зустрічає дівчину та спокушається достатком її родини. Мідоу переживає через смерть колишнього хлопця. Напередодні рішення пропустити рік або змінити школу, вона відвідує терапевта, якого рекомендував доктор Мелфі. Зрештою, Мідоу приймає рішення зайнятися волонтерством у правничому центрі. Вона ділить квартиру з кількома сусідами та починає знову зустрічатися. Її стосунки з Кармелою ускладнюються після кількох сварок. Обидві дитини важко переживають розлучення батьків. Ей Джей просить дозволу жити з батьком, а не мамою.
Тоні вирішує припинити терапію, яка не приносить йому покращення. Він дякує доктору Мелфі за допомогу та залишається з нею друзями. Розчарований невигідною угодою з родиною Лупертацці, Тоні зближається з Джонні Секом у пропозиції вбити Кармін. Він вважає це доцільним навіть після досягнення угоди з Кармін, але його підозрюють у намірах Джонні та все обертається проти нього.

### Сезон 5
У серіалі дебютує низка нових персонажів, серед яких двоюрідний брат Тоні [[Тоні Блундетто, який одночасно з іншими мафіозі виходить з в'язниці. Серед інших звільнених – колишні члени клану ДіМео Фіч ЛаМанна, голова родини Лупертацці Філ Леотардо і напівідставлений консильєрі родини Анджело Гарепе. Тоні пропонує Тоні Б роботу, але останній дипломатично відмовляє, бо він хоче вести чесний образ життя. Він починає відвідувати курси щоб здобути ступінь з масажу та збирається відкрити масажний салон. Після загибелі Кармін Лупертацці унаслідок інсульту, місце боса родини стає вакантним і за нього починається боротьба між заступником Джонні Секом та сином Карміна Карміном Лупертацці молодшим. Після непівладності Фіча Тоні повертає його за ґрати через підставу з краденим майном, порушивши клятву.
Війна між Джонні Секом та Карміном молодшим починається з моменту, коли Джонні змушує Філа вбити «леді Шайлок» Лорейн Калуццо. Спроба Тоні Б налагодити чесне життя завершується сваркою з роботодавцем. Найкращий друг Тоні Б у в'язниці Анджело та голова Лупертацці Расті Мілліо пропонують Тоні Б роботу — прибрати Джої Піпса як помсту за смерть Лорейн. Тоні Б спочатку відмовляється, але втративши надію заробити гроші, приймає пропозицію. Він підловлює Джої на виході з борделю, застрелює його та швидко залишає місце злочину. Джонні вважає, що Тоні Б залучений і мститься, змушуючи Філа та його брата Біллі Леотардо вбити Анджело. Тоні Б розшукує братів Леотардо та відкриває вогонь, вбивши Біллі та поранивши Філа.
Розлучений з Кармелою, Тоні живе у домі батьків. Залишившись єдиною авторитетною фігурою у домі, Кармела лютує через те, що її правила змушують Ей Джея виселити її, тож вона відправляє його жити до батька. У неї настають короткі стосунки з Робертом Веглером, радником Ей Джея; він раптово пориває з нею через підозрою у маніпулюванні у спробах покращити успішність Ей Джея. Тоні і Кармела сходяться знову; Тоні обіцяє стати більш лояльним та обіцяє вкластися у нерухомість, яку будує Кармела.
Тоні надає бойфренду Мідоу Фінну деТроліо літню роботу на будівництві, яким керує бос Епріл Віто Спатафоре. Фінн приходить вранці і застає Віто за виконаням мінету з охоронцем. Віто нагадається потоваришувати з Фінном за мовчання, але хлопець залишає роботу через страх.
Через приховування вбивства у Crazy Horse, Адріану заарештовує ФБР та тисне з метою отримати інформацію про родину в обмін на непритягнення за співучасть. Ризикуючи потрапити за ґрати, Адріна зідзвонюється з Крістофером та намагається змусити його співпрацювати проти Тоні. Натомість останній доповідає про все Тоні і той наказує Сильвіо відвезти Адріану до лікарні нібито для побачення з Крістофером після спроби суїциду. Замість цього Сильвіо вивозить її до лісу та страчує її. Зрада та загибель коханої підкошує Крістофера, який приглушує біль наркотиками.
Філ Леотардо з прибічниками катують Бенні Фазіо з метою вивідати місцперебування Тоні Б. Філ навіть погрожує ліквідувати Крістофера якщо незабаром не встановлять, де знаходиться Тоні Б. Щоб заспокоїти Нью-Йорк та дозволити кузену померти безболісно, Тоні відстежує Тоні Б до ферми дядька Пета і вбиває його. Філ страшенно злиться, що не мав змоги зробити це власноруч. Тоні і Джонні зустрічаються у будинку Джонні для примирення. Джонні заарештовують федеральні агенти, Тоні вдається втікти.

### Сезон 6
Старезний та спантеличений дядько Джуніор одного разу стріляє у Тоні в його власному будинку. У стані коми Тоні сниться, що він продавець у відрядженні, де він помилково міняється особистостями та портфелями з Кеннетом Фіннерті. Одужання Тоні змінює його погляди, тож він намагається налагодити своє життя. Та натомість він стикається з проблемами у житті та бізнесі.
Невдовзі після виписки з лікарні дочка Джонні Сека виходить заміж і вся родина відвідуе захід. Заради такої події Джонні випускають на волю на 6 годин. Йому доведеться погодитись на присутність маршалів на весіллі та металодетектори. Коли дочка залишає свято з чоловіком, час Джонні закінчується. У момент відчаю та слабощів, Джонні починає плакати при одяганні наручників, висловлюючи повагу за все, що зробили команди його та Тоні.
```
Віто Спатафоре
 вважають геєм після участі у демонстрації колекції друга, що ролходила у 
одностатевому нічному клубі
. Чутка поширюється дуже швидко і ледве це доходить До Мідоу, вона розповідає Тоні та Кармелі про конфлікт між Фінном та Віто. Фінна змушують розповісти команді Тоні, що сталося між Віто та охоронцем на будмайданчику, підтвердивши підозри щодо сексуальності Віто. Тоні звертається за вирішенням проблеми до гомофоба 
Філа Леотардо
, діючого боса Нью-Йорка, чия кузина одружена з Віто.
```

Через конфлікт з родиною Віто переїжджає до Нью-Гемпшира, де встановлює романтичні звязки з чоловіком-кухарем на званій вечері. Незважаючи на попередній образ життя, Віто сумує за перевагами попередньої роботи. Він повертається до Нью-Джерсі та просить Тоні поновити його на роботі, вважаючи що він принесе більше коштів у ААтлантік-Сіті. Віто відвідує дружину з дітьми та продовжує відмовлятися від гомосексуальності.
Тоні обмірковує рішення про поновлення на посаді та чи залишити йому життя загалом. Коли Тоні не може діяти, Філ втручається та вбиває Віто. Коли один з членів родини у Нью-Йорку Фет Дом Гамьєлло, відвідує офіс у Джерсі та не припиняє жарти щодо Віто та його загибель, Сильвіо Данте та Карло Гервасі вбивають Фета Дома через його неповагу. Більше того, обидві родини стоять на порозі війни.
Протягом першої половини сезону Крістофер та Малий Кармін прямують до Лос-Анджелеса у невдалій спробі залучити Бена Кінгслі у слешер, який вони знімають під назвою [[Cleaver (Клан Сопрано)|Cleaver, що є міксом Хрещеного батька та Пили. У Лос-Анджелесі Кріс знову повертається до алкоголізму та вживання кокаїну. У стані алкогольного сп'яніння він обкрадає відому актрису Лорен Беколл. Після виходу фільму Кармела незадоволена, що бос, списаний з їїкоханого Тоні, спить з дівчиною, прототипом якої стала колишня Крістофера Адріана. Негативне втілення Тоні у фільмі порушило його стосунки з Крістофером, який вів справи з ріелтором [[Джуліанна Скіфф|Джуліанною Скіфф. Тоні проявляє неочікуваний романтичний інтерес. Коли нова дівчина Крістофера Келлі Ломбардо вагітніє, вони приймають рішення одружитися у Атлантік Сіті. Згодом у них народжується донька.
Тоні роздумує над вбивством кількох осіб за відносно маленькі незручності, у тому числі Пол Гуаттлієрі. Крістофер нездатний вести бізнес через залежність, його проблеми лише посилюються після загибелі друга від рук співатора Cleaver Дж. Т. Долан. Він серйозно травмується у ДТП, спричиненому впливом аркотиків. Тоні втрачає терпіння від помилок Крістофера та задушує його. Згодом він виправдовує свої дії викиданням дитячого сидіння, пошкодженого гілкою, вважаючи Крістофера небезпечним для доньки.
Кохана кидає Ей Джея, що занурює його у депресію, кульмінацією якої є Спроба самогубства у басейні. Провівши певний час у психлікарні, він повертається додому, але йому постійно докучають питаннями, він йде служити до збройних сил. Тоні та Кармела продовжують роботу кіновиробниками для утримання його на плаву, Тоні обіцяє дати грошей Ей Джею на клуб. Доктор Мелфі не бачить прогресу і навіть підозрює, що він використовує розмовну терапію як засіб виправдання та практики маніпулятивної поведінки. Вона відмовляється лікувати його, тож він повністю припиняє лікування.
Джонні помирає від раку легенів за ґратами і Філ покидає родину Лупертацці після знищення суперників. Він відновлює співробітництво з Тоні та відмовляється чинити опір сміттєвій угоді з Нью-Джерсі. Коли Тоні карає солдата Лупертацці за розбещення Мідоу на побаченні, Філ починає відкриту війну проти клану. Він наказує стратити Боббі Бакальєрі (застрелений), Сильвіо Данте (впав у кому) та Тоні, який переховується. Оскільки Філ не відступить, поки Тоні не буде страчено, було укладено угоду, за якою решта родини Лупертацці погоджується ігнорувати замах на Тоні, дозволяючи йому переслідувати Філа без страху перед наслідками. Агент ФБР Двайт Гарріс інформує Тоні про локацію Філа, дозволяючи Тоні його вбити.
Тоні підозрює, що Карло Гервасі, голова клану з Нью-Джерсі, став інформатором, сподіваючись врятувати сина, засудженого за торгівлю екстазі. Тоні зустрічається з адвокатом, який повідомляє про доставку повісок командам у Нью-Йорку та Нью-Джерсі. Тоні відвідує дядька Джуніора уперше після стрільби. Він починає розуміти стан деменції та те, що Джуніор не мав наміру його вбивати.
Тоні планує тиху родину вечерю. Після появи Мідоу камера демонструє Тоні. Лунає дзвінок у двері. Тоні відходить і вмикається чорний екран. За кілька секунд тихо біжать титри.

## Показ в Україні
З 13 липня 2010 року телеканал «ICTV» розпочав показ серіалу під назвою «Сопрано», адаптованого українською мовою студією «TV+». У 2011 році студія «TV+» отримала премію Телетріумф за найкращий україномовний переклад.
- Перекладачі: Оксана Цеацура, Володимир Чайковський, Вадим Сімонов, Віталій Дмитрук, Віталій Маліцький, Євген Ліхой, Тетяна Чупіс, Вікторія Сулима, Марк Кодрик.
- Редактор: Сергій Харинович.
- Режисер озвучення: Роман Чупіс.

### Ролі озвучували
| Актор                             | Роль                                        |
| --------------------------------- | ------------------------------------------- |
| Борис Георгієвський               | Тоні Сопрано, Пусі                          |
| Євген Пашин                       | Герман Хеш                                  |
| Михайло Жонін                     | Сільвіо                                     |
| Андрій Федінчик                   | Крістофер Мольтісанті                       |
| Дмитро Завадський                 | Полі                                        |
| Андрій Твердак                    | Арті Буко                                   |
| Євген Малуха                      | Дядько Джуніор (1-2 сезони)                 |
| Юрій Дорошенко                    | Дядько Джуніор (3-4 сезони)                 |
| Юрій Кудрявець                    | Боббі Бакала, агент Гарріс, Ральф Сіфаретто |
| Роман Чупіс                       | Ентоні Сопрано молодший                     |
| Ірина Мельник                     | Лівія Сопрано, Джаніс Сопрано, Кармайн Буко |
| Тетяна Шуран                      | Дженніфер Мелфі                             |
| Людмила Ардельян                  | Кармела Сопрано                             |
| Катерина Брайковська              | Адріана                                     |
| Катерина Буцька                   | Медоу Сопрано                               |
| Ганна Левченко                    | епізоди жіночих ролей                       |
| † Анатолій Барчук † Микола Карцев | епізоди чоловічих ролей                     |

## Цікаві факти
- Сопрано скопійовані з родини злочинців Шаблон:Злочинна сім'я Декавальканте. Донедавна вона діяла у штаті Нью-Джерсі. За словами автора детективів Тіма Адлера, один з членів сім'ї Декавальканте, Джої Тінніес, зізнався в суді, що використав приклади незаконного бізнесу із «Сопрано» та інших фільмів.
- Тоні Сіріко, який грає Полі Галтієрі, багаторазово притягувався до кримінальної відповідальності, був заарештований 28 разів і відсидів термін, але в середині 1970-х став актором і відтоді жодного разу не мав проблем із законом.
- Роберт Айлер, який грає роль Ей Джея, сина Тоні Сопрано, в липні 2001 року був заарештований за збройне пограбування двох бразильських туристів і марихуану. Він визнав себе винним за звинуваченням у крадіжці і отримав три роки умовного покарання.
- Вінсент Пасторе, який грає роль Сальваторе «Пуссі» Бонпенсьєро, у квітні 2005 року був звинувачений у нападі на коханку під час сварки у машині: він вдарив її головою об важіль перемикання передач, а тоді викинув з машини. Пасторе за це засуджено до громадських робіт.
- Ліло Бранкато-молодший, який у серіалі був помічником Тоні Сопрано Метью Бевілакву в другому сезоні, у травні 2005 року заарештований за підозрою в наркотичному сп'янінні. Згодом у червні 2005 року заарештований вдруге, цього разу за героїн. Нарешті, в грудні 2005 року його заарештували за звинуваченням у вбивстві другого ступеня: Ліло був співучасником пограбування, під час якого загинув поліцейський.
- Луї Гросса, який грав охоронця Перрі Аннуціату у шостому сезоні, заарештували в травні 2006 року і звинуватили в завданні шкоди. Сталося це тоді, коли він заліз до будинку однієї жінки і заявив, що збирається повернути собі свою власність.
- Джон Вентімілья, який у серіалі є власником ресторану і найближчим другом Тоні Сопрано Арті Буккі, в травні 2006 року затриманий за керування автомобілем у нетверезому стані. Крім того, в нього знайшли сумку зі слідами кокаїну.
- Спочатку Клан Сопрано починали створювати як серіал для FOX TV в середині 90-х років, а Ентоні ЛаПалья пропонували зіграти головну роль.
- У восьмому епізоді першого сезону «The Legend of Tennesee Moltisante» Крістофер Молтісанті (якого грає Майкл Імперіолі) вистрілив клеркові в пекарні в ногу, тому що вважав, що той недостатньо шанобливо до нього ставиться. У «Славних хлопців» йому самому вистрілив у ногу персонаж, якого грає Джо Пеші. Що цікаво, сталося це з тієї ж причини.
- Персонаж Крістофер Молтісанті, окрім іншого, у фільмі намагається писати кіносценарії. У справжньому житті Майкл Імперіолі є не тільки актором, а й сценаристом.
- Спершу головного персонажа серіалу мали назвати Томмі.
- Девід Чейз є прихильником музики Стіва Ван Зандта. Він дуже хотів, щоб Стів зіграв у серіалі і навіть пропонував йому пройти проби на роль Тоні Сопрано. Через те, що музикант ніколи не знімався до цього, Стів не хотів забирати роль у професійного актора, тому Девід написав роль Сілви Данте спеціально для нього.
- Спочатку на роль Медоу розглядали Грейс Джонстон.
- Девід Чейз спершу хотів, щоб на початкових титрах в кожному епізоді грала різна музика. Проте продюсери переконали його, що глядачі мають ідентифікувати серіал з однією початковою темою. Тому в кожному епізоді на початкових титрах грає одна і та ж мелодія «Woke Up This Morning».
- Тоні Сірік погодився зіграти в серіалі тільки за умови, що його персонаж (Полі Голтьєрі) не буде стукачем.
- Персонаж Сілви Данте (Стів Ван Зандта) заснований на однойменному герої розповіді Стіва.
- Стів Ван Зандт і Девід Прувал проходили проби на роль Тоні Сопрано.
- Майкл Рісполі проходив проби на роль Тоні. Девіду Чейзу так сподобалася його гра, що він переписав роль Джекі Епрільї старшого спеціально для нього.
- Спочатку Лоррейн Бракко була запропонована роль Кармели Сопрано, проте вона відхилила пропозицію, тому що вирішила, що схожу героїню вона зіграла в «Славних хлопцях» (1990). Тому акторка вирішила виконати роль доктора Мелфі.
- Одна з головних сюжетних ліній третього сезону мала крутитися довкола Тоні, який намагається зупинити Лівію від дачі свідчень проти нього. Однак смерть Ненсі Маршан змусила Девіда Чейза суттєво переписати увесь сюжет третього сезону.
- Поштова адреса Сопрано — 633 Stag Trail Road, North Caldwell, New Jersey.
- Стів Шірріпа, який зіграв Боббі «Бакала» Бакальєрі спочатку проходив проби на роль агента ФБР Скіпа Ліпарі.
- Під час другого і третього сезонів Стів Шірріпа був змушений носити спеціальний костюм, який робив його повнішим.
- За словами Девіда Чейза, стосунки між Тоні і його матір'ю Лівією засновані на взаєминах між Девідом і його матір'ю, яку також звали Лівією.
- Спочатку Макс Каселла, який зіграв роль Бенні Фаціо, проходив проби на роль Метта Бевілаквії і Джекі Апріле-молодшого. Ці два персонажі проіснували лише один сезон, а Бенні залишався в серіалі до останнього епізоду.
- У п'ятому сезоні йдеться про історію, в якій Фіч Ла Манна вбивав портового робітника за те, що той відмовився поступитися місцем в барі. Її зміст взято зі справжнього випадку з колишнім кримінальним босом Атлантик-Сіті Нікодемо «Маленьким Ніккі» Скарфо.
- Коли Джо Пантоліано затвердили на роль, продюсери запевнили його, що персонаж буде тільки у двох сезонах.
- У кожного персонажу в серіалі є телевізор «Philips».
- Зйомки серіалу дуже часто відбувалися в справжніх ресторанах, піцеріях і магазинах.
- За версією «TV Guide» (27 березня 2005), Ей Джей Сопрано зайняв десяте місце у списку «10 головних шмаркачів на телебаченні».
- Спочатку Джозеф Р. Ганнасколі з'явився в ролі-камео у першому сезоні, зігравши Джино, клієнта булочної, коли Крістофер вистрілив у ногу продавця. Проте пізніше він також зіграв Віто Спатафоре.
- Рей Ліотта був початковим вибором продюсера на роль Тоні Сопрано. Однак він відмовився від ролі, тому що не хотів зніматися в телевізійному серіалі.
- Перше ім'я Полі — Пітер. Пол — середнє ім'я.
- У Тоні, Ей Джея і Джуніора — середнє ім'я Джон.
- Середнє ім'я Сілва — Манфред.
- Девід Чейз розглядав кандидатуру Крістіана Молена на роль Крістофера Молтісанті.
- Слово «f*ck» вимовляють 437 разів у епізодах першого сезону: Тоні (134 рази), Крістофер (61), Полі (25), Сіл (20), Кармела (5), решта (192).
- Слово «f*ck» вимовляють 715 разів у другому сезоні: Тоні (264), Крістофер (68), Сіл (34), Полі (31), Кармела (9), решта (309).
- Слово «f*ck» вимовляють 604 рази у третьому сезоні: Тоні (169), Полі (81), Крістофер (72), Сіл (19), Кармела (3), решта (260).
- Слово «f*ck» вимовляють 425 разів у четвертому сезоні: Тоні (155), Крістофер (48), Полі (18), Сіл (12), Кармела (10), решта (271).
- Слово «f*ck» вимовляється 600 разів у п'ятому сезоні: Тоні (195), Крістофер (94), Полі (20), Кармела (12), Сіл (8), решта (271).
- Слово «f*ck» вимовляється 758 разів у шостому сезоні: Тоні (235), Крістофер (82), Полі (86), Сіл (19), Кармела (13), решта (323). Таким чином, слово «f*ck» вимовляють 3539 разів загалом протягом серіалу: Тоні (1152), Крістофер (425), Полі (226), Сіл (112), Кармела (52), решта (1537).
- У початкових титрах перших трьох сезонів видно вежі-близнюки в дзеркалі заднього виду в машині Тоні. А вже починаючи з першого епізоду четвертого сезону їх замінили будівельним пейзажем.

## Нагороди
Золотий глобус, 2000 рік

Переможець (4):

Найкраща чоловіча роль на ТБ (драма) (Джеймс Гандольфіні)

Найкраща жіноча роль на ТБ (драма) (Іді Фалко)

Найкраща актриса другого плану міні-серіалу або фільму на ТБ (Ненсі Маршанд)

Найкращий драматичний серіал

Номінації (1):

Найкраща жіноча роль на ТБ (драма) (Лоррейн Бракко)

Золотий глобус, 2001 рік

Номінації (4):

Найкраща чоловіча роль на ТБ (драма) (Джеймс Гандольфіні)

Найкраща жіноча роль на ТБ (драма) (Іді Фалко)

Найкраща жіноча роль на ТБ (драма) (Лоррейн Бракко)

Найкращий драматичний серіал

Золотий глобус, 2002 рік

Номінації (4):

Найкраща чоловіча роль на ТБ (драма) (Джеймс Гандольфіні)

Найкраща жіноча роль на ТБ (драма) (Іді Фалко)

Найкраща жіноча роль на ТБ (драма) (Лоррейн Бракко)

Найкращий драматичний серіал

Золотий глобус, 2003 рік

Переможець (1):

Найкраща жіноча роль на ТБ (драма) (Іді Фалко)

Номінації (3):

Найкраща чоловіча роль на ТБ (драма) (Джеймс Гандольфіні)

Найкращий актор другого плану міні-серіалу або фільму на ТБ (Майкл Імперіолі)

Найкращий драматичний серіал

Золотий глобус, 2005 рік

Номінації (4):

Найкраща жіноча роль на ТБ (драма) (Іді Фалко)

Найкращий актор другого плану міні-серіалу або фільму на ТБ (Майкл Імперіолі)

Найкраща актриса другого плану міні-серіалу або фільму на ТБ (Дреа де Маттео)

Найкращий драматичний серіал

Золотий глобус, 2007 рік

Номінації (1):

Найкраща жіноча роль на ТБ (драма) (Іді Фалко)

Золотий глобус, 2008 рік

Номінації (1):

Найкраща жіноча роль на ТБ (драма) (Іді Фалко)